# Wacław Jeżewski
Wacław Jeżewski (ur. 9 października 1907 w Łodzi, zm. 31 maja 1968 w Pabianicach) – polski piłkarz występujący na pozycji obrońcy.

## Życiorys
Wychowanek Zjednoczonych Łódź, następnie zawodnik pierwszoligowych klubów - ŁKS-u Łódź oraz Pogoni Lwów; w drugim z nich w latach 1938–1939 był grającym trenerem. 
Uczestnik kampanii wrześniowej oraz bitwy o Tobruk i bitwy o Monte Cassino . Służył w 3 Karpackim Szwadronie Żandarmerii, w stopniu wachmistrza.
Po wojnie powrócił do kraju i do śmierci pracował jako instruktor w ZS Włókniarz. Był długoletnim pracownikiem Związku Zawodowego Włókniarzy . Zmarł 31 maja 1968 . 4 czerwca 1968 został pochowany na cmentarzu katolickim przy ulicy Ogrodowej w Łodzi.